# Aldo Bertolani
Aldo Bertolani (Modena, 22 ottobre 1883 – Reggio Emilia, 12 dicembre 1961) è stato un medico italiano, specializzato in psichiatria e docente di antropologia criminale.

## Biografia
Si laureò in Medicina a Modena e si perfezionò in Psichiatria in Germania. Entrò all'Istituto psichiatrico San Lazzaro di Reggio Emilia nel 1906, come assistente interinale, dove conobbe e sposò la collega e scienziata Maria Del Rio. Fu poi assistente effettivo (1908) e più tardi primario, fino a ricoprire la carica di direttore dal 1929 al 1950. Fu anche docente nelle Università di Parma (1934) e Modena, dove insegnò Antropologia criminale dal 1938 al 1948. Nella duplice veste di medico e docente universitario svolse un'intensa attività scientifica, applicandosi in particolare allo studio dell'encefalite epidemica, dell'epilessia e della schizofrenia.